# Исаченко, Борис Валентинович
Бори́с Валенти́нович Иса́ченко (род. 26 декабря 1958, Брест) — советский стрелок из лука, серебряный призёр Олимпийских игр. Мастер спорта СССР международного класса.

## Карьера
На Олимпиаде в Москве выиграл серебряную медаль в индивидуальном первенстве, уступив лишь финну Томи Пойколайнену.
С 1997 года возглавляет сборную Белоруссии по стрельбе из лука.